# Човекът в търсене на смисъл
„Човекът в търсене на смисъл“ (на немски: ...trotzdem Ja zum Leben sagen: Ein Psychologe erlebt das Konzentrationslager) е книга на Виктор Франкъл, описваща преживяванията му като затворник в концлагера Аушвиц по време на Втората световна война. В нея Франкъл описва своя психотерапевтичен метод, включващ идентифициране целта на живота. Според Франкъл начинът, по който лагерникът си представя бъдещето, засяга дълголетието му. Книгата има за цел да отговори на въпроса „Какво е било ежедневието в концлагер в съзнанието на средния затворник?“. Първата част се състои от анализ на преживяванията на Франкъл в концлагерите, докато втората част въвежда идеите му за смисъл и теорията му, наречена логотерапия.